# Rafael Coutinho
Rafael Coutinho (São Paulo, 1980) é um quadrinista, pintor e animador brasileiro, filho da também quadrinista Laerte Coutinho, com quem colaborou no álbum Muchacha (2010). Produziu também, em co-autoria com o escritor gaúcho Daniel Galera, a graphic novel Cachalote, em 2010.
Começou a carreira profissional aos 16 anos, desenhando o storyboard do filme Bicho de Sete Cabeças (2001), da diretora Laís Bodanzky. Formado em Artes Plásticas pela Unesp em 2004, ele participou do coletivo de artistas grupo Base-V, que produziu trabalhos experimentais, além de murais e exposições. Como quadrinista, sua obra mais importante é a graphic novel Cachalote (2010), criada em colaboração com o escritor Daniel Galera.

## Quadrinhos publicados
- Irmãos Grimm em Quadrinhos (coletânea, 2009, Desiderata). Escreveu e desenhou a história Branca de Neve e os Sete Anões.[3]
- Bang Bang (coletânea, 2005, Devir Livraria). Escreveu e desenhou a história Sobre Daisy.[4]
- Drink (2010, Barba Negra).[5]
- Cachalote (2010, Companhia das Letras), com Daniel Galera.[6]
- Muchacha (2010, Companhia das Letras - aventura de oito páginas do personagem Capitão Tigre).[7]
- O Beijo Adolescente (2011, Selo Cachalote).[8]
- O Beijo Adolescente 2 (2013, Selo Cachalote).[9]
- O Beijo Adolescente 3 (2015, Selo Cachalote).[10]
- Mensur (2017, Companhia das Letras).[11]

## Cinema
- Aquele Cara (Curta-metragem, 2006) - Diretor e roteirista, ao lado de Laerte Coutinho e Tiago Villas Boas. Prêmio Porta Curtas no festival Vitória Cine Vídeo de 2006.[12]
- Ao vivo (Curta-metragem, 2008) - Diretor de animação.